# Rue Godefroid Guffens
Pour les articles homonymes, voir Godefroid et Guffens.
La rue Godefroid Guffens (en néerlandais : Godefroid Guffensstraat) est une rue bruxelloise de la commune de Schaerbeek qui va de la rue Joseph Wauters à la place Bichon en passant par la rue Julius Hoste, la rue Jean-Baptiste Brems, la drève Recteur Van Waeyenbergh, l'avenue Raymond Foucart et la rue Désiré Desmet.
Elle prolonge la rue de l'Agriculture. La numérotation des habitations va de 1 à 77 pour le côté impair, et de 2 à 26 pour le côté pair. La rue Godefroid Guffens longe le parc Albert Ier.
Cette rue porte le nom d'un peintre belge, Godefroid Guffens, né à Hasselt le 22 juillet 1823 et décédé à Schaerbeek le 11 juillet 1901.

## Adresses notables
- nos 15-19, 23-25, 29-37 : Maisons du Foyer Schaerbeekois
- no 24 : Maison des Enfants
- no 26 : Crèche Gilisquet